# Arterieller Sauerstoffpartialdruck
Der arterielle Sauerstoffpartialdruck (kurz paO2 oder PaO2) ist der Teildruck (Partialdruck) des im arteriellen Blut gelösten Sauerstoffs als Anteil am Gesamtdruck aller im Blut gelösten Gase. Der Sauerstoffpartialdruck entspricht dem Anteil des Sauerstoffs am Gesamtdruck innerhalb eines Gasgemisches. Dies folgt aus dem Dalton-Gesetz, wonach die Partialdrücke der einzelnen Gase eines Gemisches sich zum Gesamtdruck addieren.

## Physiologie
Normalwerte (bei 21 % Sauerstoff in der Einatemluft) sind arteriell gemessen  etwa 70 bis 90 mm Hg (9,3–12 kPa), gemischtvenös ca. 35–40 mm Hg (4,6–5,3 kPa); im höheren Alter sinken die Werte auf bis zu arteriell 60 mmHg (8 kPa) ab. Der arterielle Sauerstoff-Partialdruck in mm Hg beträgt nach unterschiedlichen Quellen zwischen etwa 103,4 minus (0,42 mal Alter in Jahren) und 102 minus (0,33 mal Alter in Jahren).
Der paO2 ist ein wichtiges Maß für die Beurteilung der pulmonalen Diffusion im Hinblick auf die Beladung des Erythrozyten (rote Blutkörperchen) mit Sauerstoff, die vom Konzentrationsgefälle, von der Gasaustauschfläche, der Durchlässigkeit und Dicke der alveolokapillären Membran und der Kontaktzeit der Erythrozyten mit der Membran abhängt.
Die Differenz zwischen dem alveolären Sauerstoff-Partialdruck (pAO2) und dem des arteriellen Blutes  (paO2) wird auch als alveolo-arterielle Sauerstoffdruckdifferenz  (AaDO2) bezeichnet.
In der atmosphärischen Luft liegen die einzelnen Gasbestandteile in unterschiedlichen Konzentrationen und damit auch Partialdrücken vor. Sie sind aber keineswegs identisch mit dem alveolären Atemgasgemisch. Im Atemgasgemisch befindet sich z. B. noch Wasserdampf.

## Pathophysiologie
Eine Störung des arteriellen Sauerstoffstatus lässt sich nach klinischen Gesichtspunkten wie folgt beschreiben:
Hypoxie, das ist die Abnahme des paO2 und ist von einer Hypoxämie, also einer Abnahme des arteriellen Sauerstoffgehaltes, zu unterscheiden.
Eine Hypoxygenation entspräche einer Verminderung der arteriellen Sauerstoffsättigung (saO2). Sie führt aber letztlich zur Abnahme des Sauerstoffgehaltes (Hypoxämie).